# Encefalisatiequotiënt
Het encefalisatiequotiënt is de verhouding tussen het werkelijke hersenvolume van een menselijk of dierlijk individu, en het verwachte hersenvolume, dat geschat wordt op basis van het lichaamsvolume van dat individu. Het geschatte hersenvolume van het individu op basis van diens lichaamsvolume, is per diersoort gebaseerd op regressie-analyse van verzamelde data voor de betreffende soort. In plaats van het lichaamsvolume kan ook het lichaamsgewicht worden bekeken.

De algemenere term encefalisatie kan omschreven worden als de toename van het hersenvolume tijdens de menselijke evolutie. Er is veel discussie geweest over de vraag in hoeverre het hersenvolume bepalend is voor de intelligentie, en voor de complexiteit van het gedrag van mens en dier. Grotere longen kunnen immers meer zuurstof absorberen, en grotere magen meer voedsel verteren. Betekent meer hersenen dan ook meer intelligentie? Het blijkt nu dat het hersenvolume als zodanig geen kritische factor is. Een koe of paard is immers niet intelligenter dan een resusaap, terwijl ze wel grotere hersenen hebben. Van groter belang lijkt de verhouding tussen het volume van de hersenen en dat van het lichaam. 

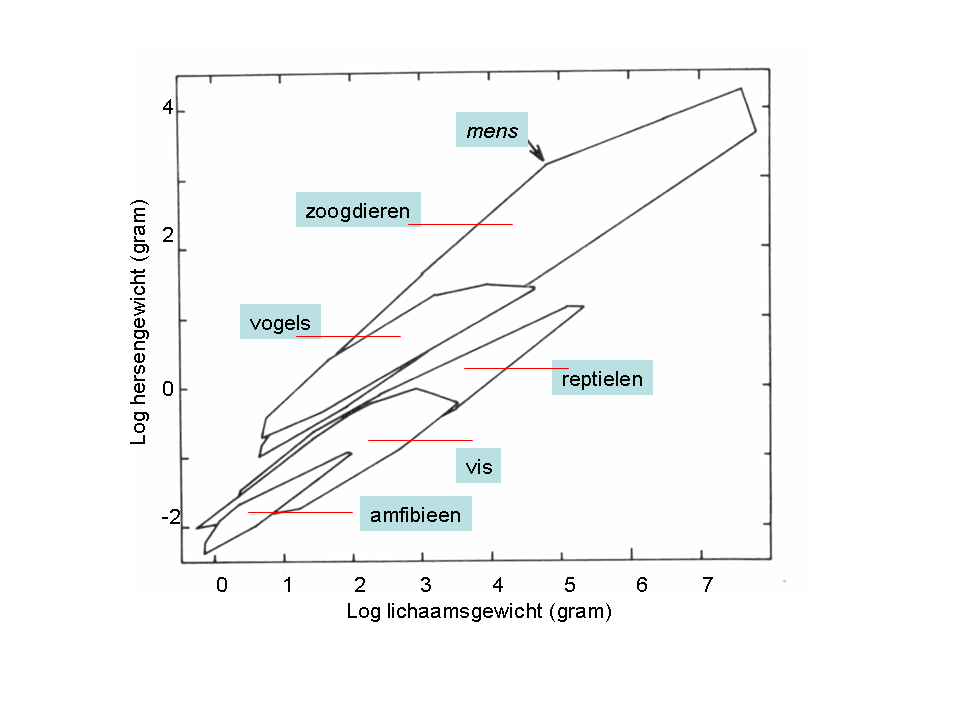
Verhouding tussen hersen- en lichaamsgewicht. Verschillende polygonen corresponderen met verschillende diersoorten

 Zo heeft een olifant zeer grote hersenen, maar ook een veel groter lichaam dan de mens. Een groot deel van zijn hersenen dient dan ook voor het onderhoud van bijvoorbeeld de stofwisselingsfuncties van het lichaam, vanuit het autonoom zenuwstelsel, en een veel kleiner deel voor het reguleren van intelligent gedrag. Dit cognitieve, relatief kleine deel van de hersenfunctie wordt ook wel ‘cognitieve surpluswaarde’ genoemd.
De term encefalisatiequotiënt werd voor het eerst door Jerison gebruikt en afgekort EQ genoemd. Zijn benadering maakt deel uit van de allometrie, de wetenschap die de verbanden onderzoekt tussen de groeisnelheid van verschillende lichaamsdelen of lichamelijke processen. Als men nu voor een groot aantal verschillende diersoorten in een grafiek -op logaritmische schalen- het gemiddeld lichaamsvolume uitzet tegen het gemiddeld hersenvolume, dan blijkt men een nagenoeg lineaire functie te krijgen. Een EQ groter dan 1 wil dan zeggen dat een bepaalde soort meer hersenvolume heeft dan men op grond van de lineaire relatie tussen lichaams- en hersenvolume zou voorspellen. Het EQ geldt voor het volume van de hersenen als totaal. Echter, ook het volume van diverse gebieden van de hersenen van de mens, zoals de cortex cerebri, de hippocampus en het cerebellum e.d. komt dicht in de buurt van het volume van zoogdieren met hetzelfde lichaamsgewicht. Wél blijkt dat voor de mens (zie pijl in grafiek hiernaast), mensapen en dolfijnen het hersenvolume groter is dan je op grond van het lichaamsvolume zou voorspellen (zij hebben dus een EQ > 1). Mogelijk hangt dit samen met de sterke ontwikkeling van de cortex praefrontalis bij deze diersoorten en mens.

## Hersenvolume en intelligentie bij mensen
De algemene opinie in het verleden was dat intelligentie, gemeten met IQ-tests, niet gerelateerd was aan de grootte van de hersenen. Oudere studies zijn waarschijnlijk gebaseerd op onjuiste schattingen van het hersenvolume. Veel van dit onderzoek is namelijk uitgevoerd op (door uitdroging gekrompen) hersenen van overledenen. Nieuwe technieken als MRI maakten het mogelijk het hersenvolume van levende mensen veel nauwkeuriger te bepalen dan voorheen. Dit onderzoek laat zien dat IQ-scores relatief sterk correleren (tussen .30 en .50) met het volume van de grijze stof in de hersenen, gecorrigeerd voor het lichaamsgewicht. Tweelingenonderzoek van Thompson toonde verder een duidelijk erfelijke component aan voor het volume van de grijze stof. Ten slotte bleek uit fMRI-onderzoek van Gray dat mensen die hoog scoren op een test voor abstracte intelligentie, ook een relatief sterke activatie vertonen van de posterieure en anterieure hersengebieden, bij het oplossen van moeilijke cognitieve taken. Het laatste onderzoek suggereert dat hoog intelligenten effectiever gebruikmaken van de hersenmassa als geheel.
Bij intelligentie spelen veel factoren een rol. De meeste hersenactiviteit vindt plaats bij synapsen in de hersenschors. Deze activiteit vraagt veel energie, met een bijhorende bloedsomloop die hierop voorzien is. De hersenen wordt gevoed door een slagader die door een nauwe opening in de schedel, de apertura externa canalis carotici, gaat. Door meting van de grootte van deze opening kan bepaald worden hoeveel bloed naar de hersenen gaat, en daarmee de energiedensiteit van de hersenen. In vergelijkende studies tussen de mensachtige voorouders, de huidige mens en de huidige mensapen, blijkt een sterke toename van de stofwisseling in de hersenen tijdens de evolutie van de mensapen en de mens. Australopithecus, die een vergelijkbare hersengrootte als een gorilla heeft, heeft echter een mindere bloedsomloop in de hersenen dan een gorilla. Daaruit zou de conclusie getrokken kunnen worden dat een gorilla slimmer zou zijn.

## Voetnoten
1. ↑  De term encefalisatiequotiënt, of EQ is enigszins misleidend. Het EQ is namelijk strikt genomen geen quotiënt (zoals het IQ), maar een getal dat aangeeft in hoeverre het hersenvolume afwijkt van de op grond van een regressielijn voorspelde waarde. Een ander punt van kritiek is dat we eigenlijk twee regressielijnen moeten onderscheiden die in de constante (α :snijpunt y-as) verschillen, een voor koudbloedige en een voor warmbloedige dieren. Bovendien zou de hoek van elke regressielijn niet 1 maar 2/3 bedragen. We komen dan uit op de volgende formule (V= volume): {\displaystyle V_{hersenen(geschat)}=\alpha V_{lichaam}^{\frac {2}{3}}}
2. ↑  Don't tell 'Lucy,' but modern-day apes may be smarter than our evolutionary ancestors, scientists say, CNN, Health november 16 2019. Gearchiveerd op 7 december 2022.
3. ↑  Cerebral blood flow rates in recent great apes are greater than in Australopithecus species that had equal or larger brains, The Royal society, 13 november 2019